# 吉盖
吉盖，是匈牙利绍莫吉州所辖的一个村。总面积13.19平方公里，总人口355，人口密度26.9人/平方公里（2011年1月1日）。